# 합 주파수 생성
합 주파수 생성(Sum-frequency generation, SFG)은 비선형 광학 과정 중 하나이며, 두 개의 입력 광자 {\displaystyle \omega _{1}} 및 {\displaystyle \omega _{2}}의 각진동수를 혼합하여 {\displaystyle \omega _{3}}의 세 번째 광자를 생성하는 2차 비선형 광학 과정이다. 비선형 광학에서 {\displaystyle \chi ^{(2)}} 광학 현상과 마찬가지로, 이는 다음과 같은 조건에서만 발생할 수 있다.
빛이 중심 대칭이 없는 물질(예: 표면 및 계면)과 상호작용할 때;
빛의 강도가 매우 높을 때(일반적으로 펄스 레이저로부터).
합 주파수 생성은 "파라메트릭 과정"이다. 즉, 광자가 에너지 보존을 만족하여 물질은 변하지 않는다는 의미이다.
{\displaystyle \hbar \omega _{3}=\hbar \omega _{1}+\hbar \omega _{2}}

## 이차 조화파 생성
합 주파수 생성의 특별한 경우는 {\displaystyle \omega _{1}=\omega _{2}}인 이차 조화파 생성이다. 실제로 실험 물리학에서 이는 가장 흔한 형태의 합 주파수 생성이다. 이는 이차 조화파 생성에서는 하나의 입력 광선만 필요하지만, {\displaystyle \omega _{1}\neq \omega _{2}}인 경우에는 두 개의 동시 광선이 필요하여 배열하기 더 어려울 수 있기 때문이다. 실제로는 "합 주파수 생성"이라는 용어는 보통 {\displaystyle \omega _{1}\neq \omega _{2}}인 덜 흔한 경우를 지칭한다.

## 위상 정합
합 주파수 생성이 효율적으로 발생하려면 위상 정합 조건이 충족되어야 한다.
{\displaystyle \hbar k_{3}\approx \hbar k_{1}+\hbar k_{2}}
여기서 {\displaystyle k_{1},k_{2},k_{3}}는 세 파동이 매질을 통과할 때의 각 파수이다. (이 방정식은 운동량 보존 방정식과 유사하다는 점에 유의하라.) 이 조건이 더 정확하게 충족될수록 합 주파수 생성은 더 효율적이 된다.

## 합 주파수 생성 분광법
합 주파수 생성 분광법은 두 개의 레이저 빔을 계면에서 혼합하여 두 입력 주파수의 합과 같은 주파수를 가진 출력 빔을 생성한다. 합 주파수 생성 분광법은 표면과 계면을 분석하는 데 사용되며, 적외선 분광법 및 라만 분광법에 대한 보완적인 정보를 제공한다.